# سیاه‌تن
سیاه‌تن، روستایی از توابع بخش تولم شهرستان صومعه‌سرا در استان گیلان ایران است. آدرس سایت امامزاده روستا seyedAbbas.ir

## جمعیت
این روستا در دهستان تولم قرار دارد و براساس سرشماری مرکز آمار ایران در سال ۱۳۸۵، جمعیت آن ۴۹۳ نفر (۱۵۵خانوار) بوده‌است.